# Камброн ле Клермон
Камброн ле Клермон (фр. Cambronne-lès-Clermont) насеље је и општина у североисточној Француској у региону Пикардија, у департману Оаза која припада префектури Клермон.
По подацима из 2011. године у општини је живело 1057 становника, а густина насељености је износила 113,17 становника/km². Општина се простире на површини од 9,34 km². Налази се на средњој надморској висини од 120 метара (максималној 132 m, а минималној 46 m).

## Демографија
| 1962. | 1968. | 1975. | 1982. | 1990. | 1999. | 2011. |
| ----- | ----- | ----- | ----- | ----- | ----- | ----- |
| 558   | 616   | 674   | 948   | 1.025 | 992   | 1.057 |

График промене броја становника у току последњих година